# True Hills
Die True Hills sind bis zu 850 m hohe und felsige Hügel im ostantarktischen Coatsland. In der Shackleton Range ragen sie 1,5 km südöstlich der Wiggans Hills auf und markieren das nordöstliche Ende der La-Grange-Nunatakker.
Luftaufnahmen entstanden 1967 durch die United States Navy. Der British Antarctic Survey führte zwischen 1968 und 1971 Vermessungen durch. Das UK Antarctic Place-Names Committee benannte sie 1972 nach dem britischen Geodäten Anthony True (* 1945), der von 1968 bis 1970 auf der Halley-Station und zwischenzeitlich in der Shackleton Range tätig war.